# NGC 7576
NGC 7576 é uma galáxia espiral (S0-a) localizada na direcção da constelação de Aquarius. Possui uma declinação de -04° 43' 40" e uma ascensão recta de 23 horas, 17 minutos e 22,7 segundos.
A galáxia NGC 7576 foi descoberta em 5 de Outubro de 1785 por William Herschel.